# Minaur Baia Mare
El Club Sportiv Minaur Baia Mare es un club de balonmano masculino de la ciudad rumana de Baia Mare. Fue fundado en 1974 y juega en la Liga Națională.

## Palmarés
- Liga Națională (3):
  - 1998, 1999, 2015

- Copa de Rumania de balonmano (6):
  - 1978, 1983, 1984, 1989, 1999, 2015

- Copa EHF (2):
  - 1985, 1988

## Plantilla 2024-25
|  | Porteros - 01 Hayder Al-Khafadji - 12 Anton Terekhov Extremos izquierdos - 15 Milan Kotrč - 52 Lucas Sabou Extremos derechos - 20 Artem Kozakevych - 21 Tomáš Číp - 30 Vlad Pop Pívots - 03 Robert Nagy - 04 Remus Chiș - 27 Ivan Burzak | Laterales izquierdos - 06 Tudor Botea - 09 Stevan Vujović - 10 Gabriel Cumpănici - 51 Viorel Fotache Centrales - 07 Mario Racolța - 17 Mihai Dobra - 35 Erik Pop - 43 Stefan Vujić Laterales derechos - 14 Marcus Dahlin - 44 Anderson Mollino |